# فلاديمير كولوكولتسيف
فلاديمير الكسندروفيتش كولوكولتسيف(بالروسية: 'Влади́мир Алекса́ндрович Колоко́льцев) هو وزير الداخلية الحالي لروسيا الإتحادية.

## حياته
ولد في عام 1961 في مقاطعة بينزا في عائلة عامل. وبدأ خدمته في الشرطة السوفيتية عام 1982 في موسكو. ثم تخرج عام 1985 من كلية الشرطة وتولى منصب ضابط مسؤول في المباحث، ثم تم تعيينه مديرا لأحد مراكز الشرطة في موسكو. وشغل شتى المناصب الأمنية في مراكز وإدارات الشرطة والمباحث وأجهزة الشرطة المحلية والمركزية إلى ان تم تعيينه عام 2009 مديرا للشرطة في موسكو او بالاحرى أكبر مسؤول شرطة في العاصمة الروسية حيث حل محل الجنرال فلاديمير برونين
. وترقى في يونيو/حزيران عام 2010 إلى رتبة لواء شرطة.
وفي 21 مايو/أيار عام 2012 أصدر الرئيس الروسي فلاديمير بوتين مرسوما رئاسيا يقضي بتعيين فلاديمير كولوكولتسيف في منصب وزير الداخلية في روسيا الإتحادية.
حاز فلاديمير كولوكولتسيف عام 2005 على دبلوم دكتوراه الدولة في الحقوق بعد أن دافع عن اطروحة الدكتوراه " تأمين مصالح روسيا الاتحادية على ضوء فكرة الأمن الوطني".